# Reacție Schotten-Baumann
Reacția Schotten-Baumann este o metodă de sinteză a amidelor din amine și cloruri de acil. Un exemplu este reacția dintre benzilamină și clorură de acetil, care duce la formarea N-benzilacetamidei:
Reacția Schotten-Baumann poate face referire și la reacția de conversie a clorurilor acide la esteri. Reacția a fost descrisă pentru prima dată în anul 1883 de către chimiștii germani Carl Schotten și Eugen Baumann.

## Aplicații
Reacția Schotten-Baumann este utilizată în sinteza organică; câteva exemple în care această reacție este folositoare sunt:
- sinteza N-vanilil-nonanamidei (capsaicină sintetică);
- sinteza benzamidei din clorură de benzoil și o fenetilamină;
- reacția de acilare a benzilaminei cu clorură de acetil (sau cu anhidridă acetică ca alternativă).